# Spring-Festival
Das Spring-Festival ist ein sechstägiges Treffen für alle „Christen und ihre Freunde“, das seit 1998 jedes Jahr in der Woche nach Ostern stattfindet. Spring versteht sich als Mischung aus Familienfreizeit, Evangelisation, Glaubensfest und Schulungskongress. Es bietet generationenübergreifend geistliche, kulturelle, kreative und sportliche Programmpunkte und viel Gelegenheit zu Begegnung und Bildung. Initiator und Veranstalter ist die Evangelische Allianz in Deutschland, ein Netzwerk von Christen unterschiedlicher Denominationen.

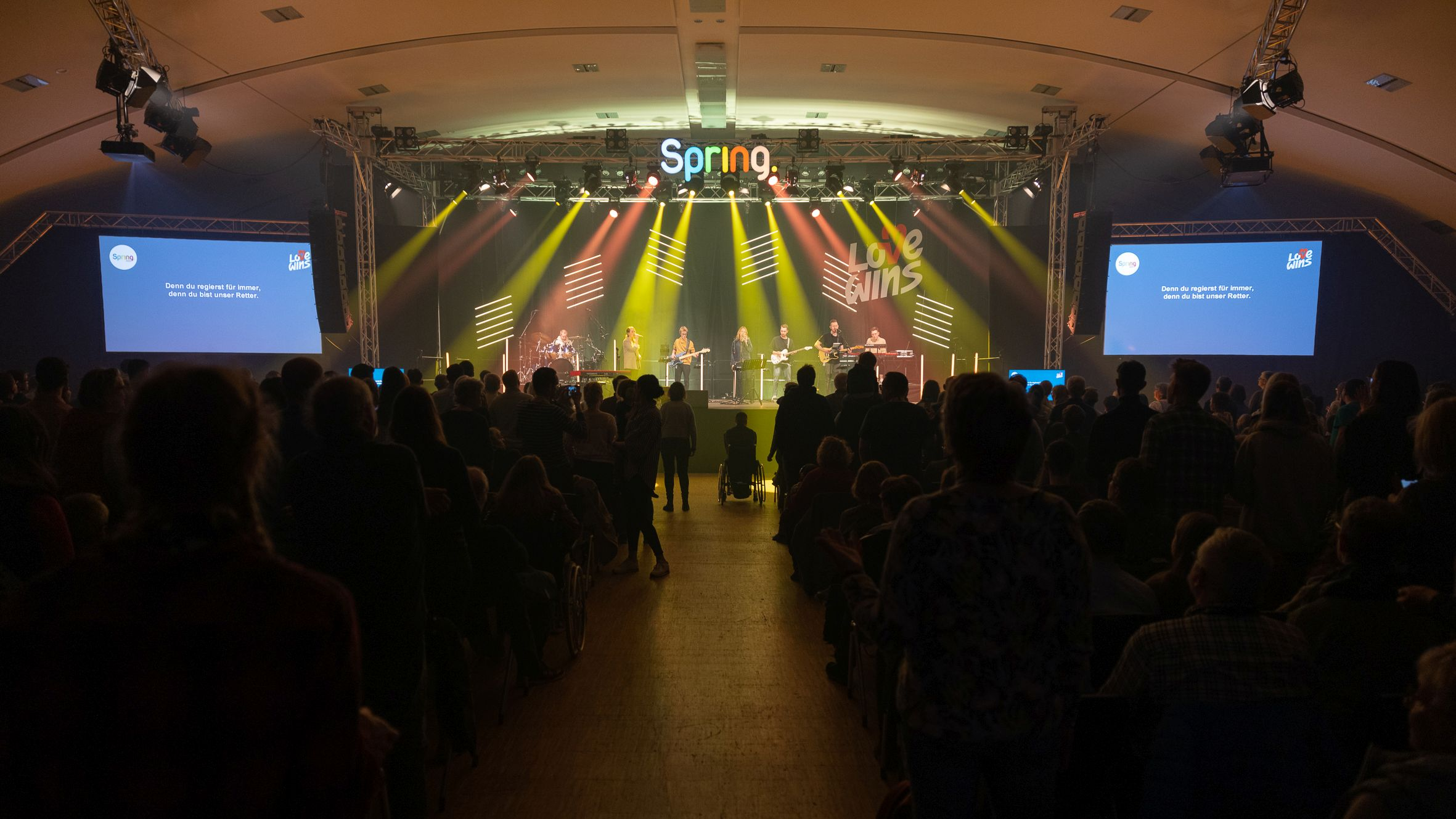
Spring 2023

## Geschichte
Vorbild des Festivals ist das englische Kulturfestival „Spring Harvest“. Das erste „Spring GemeindeFerienFestival“ in Deutschland wurde im April 1998 im „Gran Dorado Ferienpark“ in Medebach veranstaltet. Die Gründung des Vereins „SPRING“ zur Durchführung des Spring-Festivals erfolgte 1996 durch Hartmut Steeb, Ulrich Eggers und Eberhard Mühlan. Nach der Vereinsauflösung 2010 wird das Event seit 2011 von der Deutschen Evangelischen Allianz durchgeführt. Hartmut Steeb leitete den Arbeitskreis seit seiner Gründung. 2018 wurde Armin Jans sein Nachfolger als ehrenamtlicher Vorsitzender.
Aus der Beobachtung, dass Glaubenskonferenzen und Familienfreizeiten auf dem Rückmarsch waren, wollten die Gründer mit einem Modell einer „post-modernen“ Bibel- und Glaubenskonferenz eine Richtung aufzeigen. Schnell wurde daraus eine jährlich stattfindende Veranstaltungswoche, in der sich mehr als 3000 Christen verschiedener Gemeinden, unterschiedlicher Generationen und sozialer Schichten aus ganz Deutschland als Dauer- oder Tagesgäste treffen. Das Durchschnittsalter aller Besucher beträgt rund 35 Jahre.
Eine neue Ära von Spring begann 2003 in Ruhpolding/Bayern. Hier fand das Festival erstmals nicht in einem Ferienpark, sondern inmitten einer Kommune statt. Seit 2009 beheimatet Willingen im Upland, im nördlichen Hessen, das Spring-Festival.
In einem schriftlichen Grußwort bezeichnete 2012 der damalige EKD-Ratsvorsitzende, Präses Nikolaus Schneider, Spring als „eine Art Klein-Kirchentag in der Vielfalt christlicher Gemeinden. Das Festival sei ein Signal, dass die christliche Gemeinde neue Wege der Gemeinschaft und des Bekenntnisses sucht“.
Im April 2022 fand das Festival nach zwei Jahren Pandemie-Pause wieder statt.

## Konzept

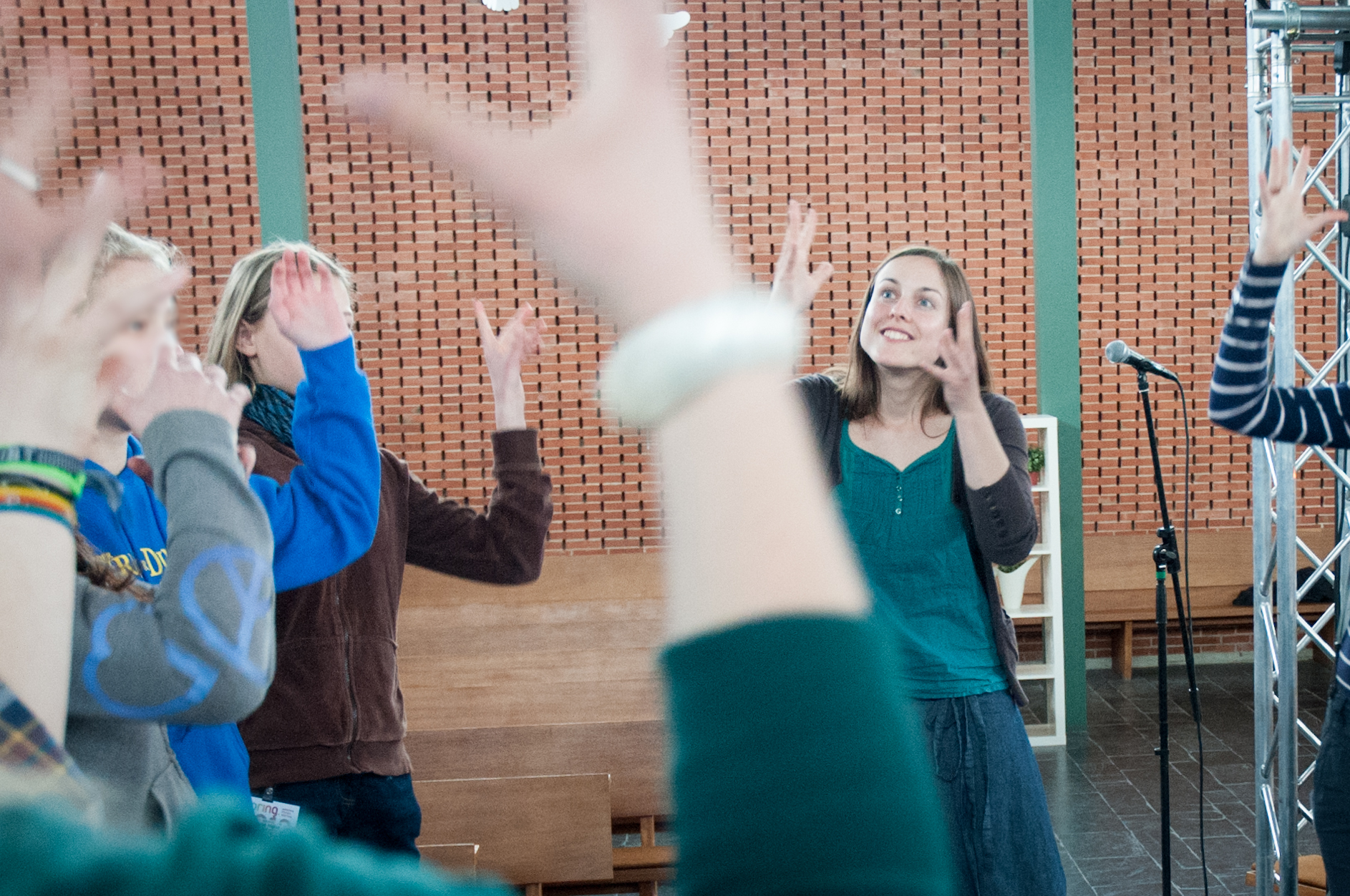
Spring 2012: Einüben eines Lobpreis-Songs in Gebärdensprache

Das Festival wird von viel ehrenamtlichem Engagement getragen: Ein hauptamtlicher Koordinator und rund 500 freiwillige Helfer, darunter ein leitender Arbeitskreis, planen und koordinieren die Angebote. Spring stellt jedes Festival unter ein Motto, das den inhaltlichen Rahmen und Fokus für die Woche vorgibt. Das Programm umfasst mehr als 600 Einzelveranstaltungen und Angebote für Alters- und Fokusgruppen sowie für Menschen mit Behinderungen und für Alleinreisende. Das Programm mit rund 25 verschiedenen Andachten und Bibelarbeiten täglich, sowie 350 Workshops und Podiumsdiskussionen gestalten mehr als 150 Referenten – renommierte Theologen, Wissenschaftler und engagierte Christen aus allen Branchen und Kirchen.
Im Mittelpunkt steht die Auseinandersetzung mit dem christlichen Glauben, der Bibel und Themen zu sozialen, gesellschaftlichen oder persönlichen Fragen. Neben den alters- und interessenspezifischen Arbeitsgruppen und Sportangeboten gibt es auch generationenübergreifende Veranstaltungen wie Konzerte, Theater oder Comedy, aber auch Mitmachformate wie ein gemeinsamer Gospelchor oder ein Orchesterprojekt. Für Bürger der Kommune steht für viele Veranstaltungen ein Kontingent an Eintrittskarten kostenfrei zur Verfügung. Mehr als die Hälfte aller Touristikbetriebe in Willingen sind am Festival beteiligt.

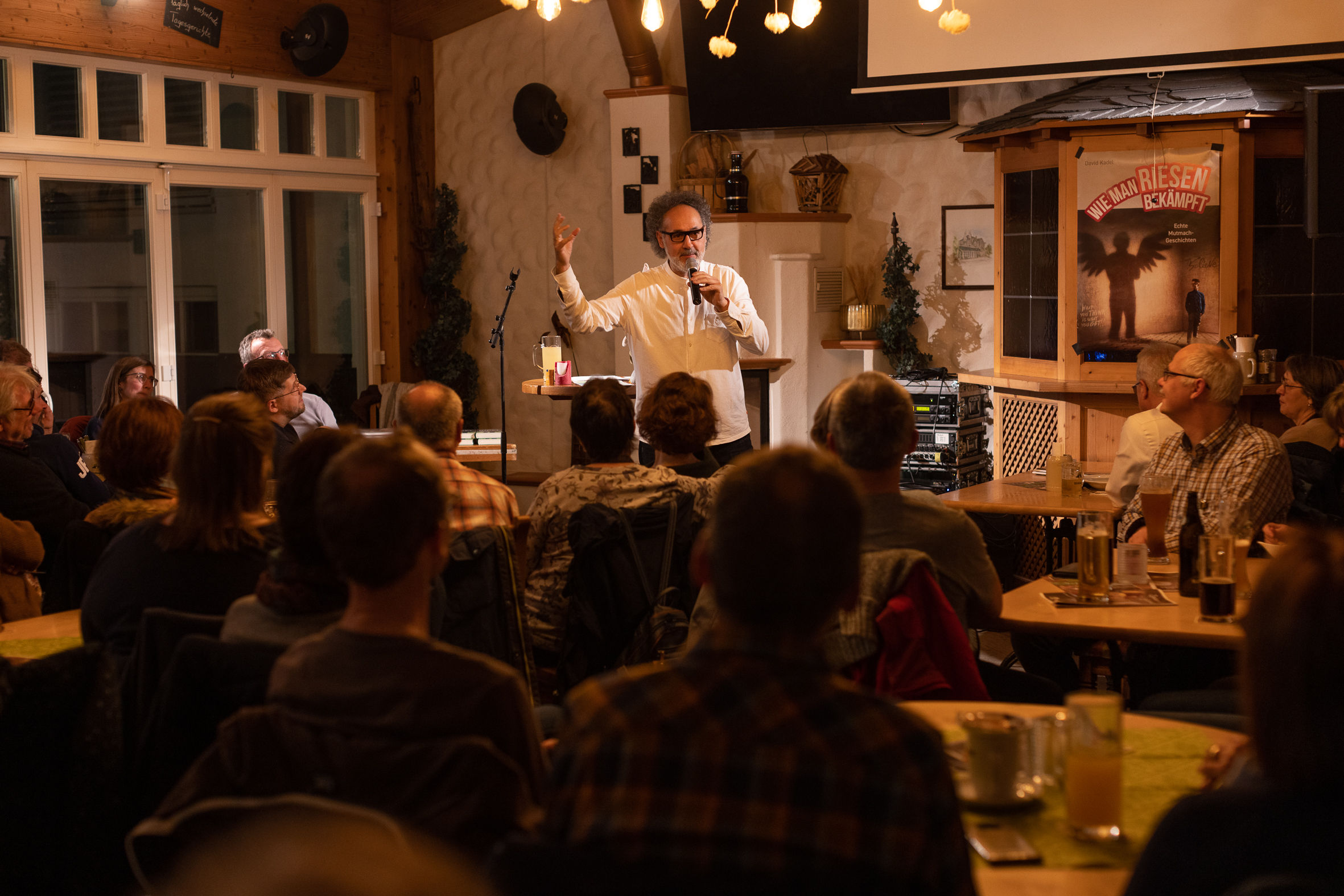

Jeder Teilnehmer kann sich individuell das eigene Programm zusammenstellen. Die Vormittage beginnen mit sogenannten „Starts“. Hier können die Besucher unter anderem zwischen einer klassischen Andacht, einer Lobpreiszeit mit einer Musikband, einer Abendmahlsfeier wählen. Im Anschluss daran folgen biblische Besinnungen und Workshops aller Art sowie Vorträge über Themen rund um Religion, Gesellschaft und Wirtschaft. An sportlichen Aktivitäten können die Besucher Wandern, Eislaufen oder Angebote von Sportler ruft Sportler wie Schwimmen, Klettern oder Streetsoccer wählen. Kreativ-Workshops, Konzerte, Kleinkunst, Kabarett und Theateraufführungen vervollständigen die Programmpalette. Nach den Abendprogrammen klingt der Tag mit künstlerischen und musikalischen Angeboten aus. Die mehr als 800 Kinder und Jugendlichen haben parallel ein eigenes Programm. Eingerahmt werden die Festivaltage durch je ein Eröffnungsfestival für Kinder sowie für Teens, Jugendliche und Erwachsene am Montagabend und je einem Abschlussfestival für Kinder und Teens sowie für Jugendliche und Erwachsene am Samstagmorgen.

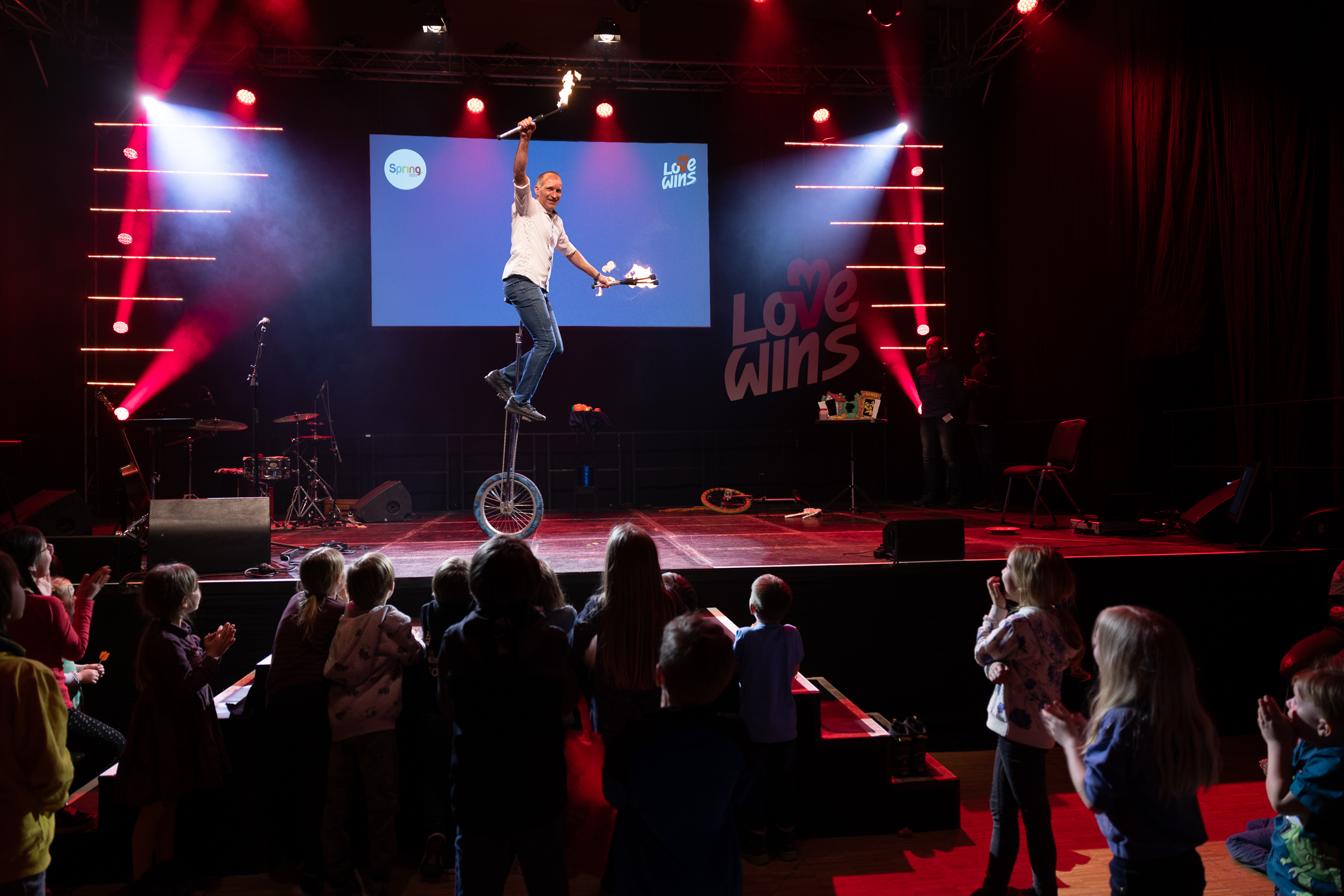

## Prominente Referenten und Künstler
• Alexander Garth • Anatoli Uschomirski • Andreas Boppart • Andreas Malessa • Andreas Volz • Ann-Helena Schlüter • Ansgar Hörsting • Arne Kopfermann • Arno Backhaus • Astrid Eichler • Benjamin Stoll • Birgit Kelle • Birgit Schilling • Carlos Martinez • Christina Brudereck • Christine Schirrmacher • Christoph Zehendner • Christopher Schacht • Claudia Mühlan • Clemens Bittlinger • Daniel Harter • Danny Plett • Debby van Dooren • Dietmar Pfenninghaus • Die Mütter • Dietmar Roller • Doris Schulte • Eberhard Mühlan • Elke Werner • Eric Wehrlin • Eva-Maria Admiral • Frieder Jost • Gustavo Victoria • Hans-Joachim Vieweger • Hanspeter Wolfsberger • Hartmut Steeb • Helmut Jost • Joachim Böker • Johanna Ewald • Johannes Falk • Johannes Hartl • Johannes Reimer • Jonnes • Jörg Dechert • Joshua Lupemba • Julia Garschhagen • Jürgen Eisen • Jürgen Werth • Kira Geiss • Klaus Göttler • Lothar Kosse • Martin Buchholz • Martin Dreyer • Martin Hein • Martin Schlecke • Matthias Claussen • Michael Diener • Mihamm Kim-Rauchholz • Mike Müllerbauer • Mirjana Angelina • Norm Strauss • Outbreakband • Paul Cullen • Peter Strauch • Peter Wenz • Puzzles • Reinhardt Schink • Roland Werner • Rolf-Dieter Degen • Samuel Harfst • Samuel Koch • Samuel Rösch • Sefora Nelson • Sibylle Beck • Siegfried Zimmer • Steve Volke • Thomas Glück • Thomas Renz • Thomas Schirrmacher • Thorsten Dietz • Tobias Faix • Torsten Hebel • Ulrich Parzany

## Veranstaltungen
| Jahr | Ort                               | Thema                 | Teilnehmer                                  |
| ---- | --------------------------------- | --------------------- | ------------------------------------------- |
| 1998 | „Gran Dorado Ferienpark“ Medebach | Ach soo…              | 4000                                        |
| 1999 | „Gran Dorado Ferienpark“ Medebach | Auf geht’s…           | 5100 in 2 Festival-Wochen                   |
| 2001 | Ferienpark Damp                   | Voll auf Kurs         | 2800                                        |
| 2003 | Ruhpolding                        | So viel ist drin      | 2350                                        |
| 2004 | Ruhpolding                        | VerTrau dich!         | 3250                                        |
| 2005 | Ruhpolding                        | Hoffendlich!          | 3000                                        |
| 2006 | Ruhpolding                        | Aber sicher!          | 3200                                        |
| 2007 | Ruhpolding                        | UnVerschämt           | 3100                                        |
| 2008 | Ruhpolding                        | Danke. Macht. Sinn.   | 3020                                        |
| 2009 | Ruhpolding                        | e.www.ig              | 3050                                        |
| 2010 | Willingen (Upland)                | Wesent.Licht.         | 3360 davon über 1000 Kinder und Jugendliche |
| 2011 | Willingen                         | EINFACH               | 3250                                        |
| 2012 | Willingen                         | Unglaublich           | 3000                                        |
| 2013 | Willingen                         | Gemein.de sein        | 2910                                        |
| 2014 | Willingen                         | kein Thema            | 2860                                        |
| 2015 | Willingen                         | LEB!LOS!              | 3600                                        |
| 2016 | Willingen                         | MITEIN.ANDERS         | 3600                                        |
| 2017 | Willingen                         | SOLA.LA               | 3600                                        |
| 2018 | Willingen                         | FRAGE.ZEICHEN.SETZEN. | 3800                                        |
| 2019 | Willingen                         | DA.FÜR                | 3600                                        |
| 2020 | Willingen                         | Respekt.Voll!         | Wegen Pandemie abgesagt                     |
| 2021 | Willingen                         |                       | Wegen Pandemie abgesagt                     |
| 2022 | Willingen                         | ECHT.NEU!             | 2400                                        |
| 2023 | Willingen                         | LOVE WINS             | 2600                                        |
| 2024 | Willingen                         | Next Level            | 3000                                        |
| 2025 | Willingen                         | Sunrise               | 3000                                        |
| 2026 | Willingen                         | friede mit dir        |                                             |